# Могильно-Старожильск
Могильно-Старожильск — деревня в Большереченском районе Омской области России. Входит в состав Могильно-Посельского сельского поселения.

## История
В 1928 году деревня Могильно-Старожильская состояла из 107 хозяйств, основное население — русские. В составе Могильно-Посельского сельсовета Большереченского района Тарского округа Сибирского края.

## Население
| 1926 | 2002 | 2010 | 2021 |
| ---- | ---- | ---- | ---- |
| 542  | ↗877 | ↘767 | ↘544 |